# Bifericeras
Bifericeras – rodzaj głowonogów z wymarłej podgromady amonitów.
Żył w okresie jury (synemur).